# Cymbacha striatipes
Cymbacha striatipes là một loài nhện trong họ Thomisidae.
Loài này thuộc chi Cymbacha. Cymbacha striatipes được Ludwig Carl Christian Koch miêu tả năm 1876.